# Coda (album)
Pour les articles homonymes, voir Coda.
Albums de Led Zeppelin
In Through the Out Door
(1979)
Coda est le dernier album studio du groupe rock britannique Led Zeppelin. Il s'agit en fait d'une compilation de titres inédits provenant de différentes sessions d'enregistrement, comme l'était en partie Physical Graffiti (1975). Il sort le 19 novembre 1982 sur le label Swan Song Records et est produit par Jimmy Page.
Cette ultime publication, comme son titre l'indique, trouve son sens dans l'idée que Led Zeppelin avait décidé de ne plus reprendre l'aventure après la mort de son batteur, John Bonham, en 1980.
L'album sera réédité en version 2 CD, d'abord en 1993 puis en 2008, et finalement en version triple CD en 2015.

## Historique des titres
- We're Gonna Groove est en fait une version en direct enregistrée le 9 janvier 1970 et mixée par Jimmy Page. L'enregistrement vidéo est sorti 23 ans plus tard.
- Poor Tom est une chanson issue des sessions pour Led Zeppelin III (1970), album sur lequel elle ne figure pas faute d'espace.
- I Can't Quit You Baby est issue de la même session que We're Gonna Groove et faisait déjà partie de l'album Led Zeppelin I (1969).
- Walter's Walk existait depuis au moins 1972 (dans le live How The West Was Won, enregistré cette année-là, une partie de cette chanson est jouée durant Dazed And Confused) ; Robert Plant ajouta des paroles en 1982.
- Ozone Baby est une chanson enregistrée en 1978, lors des sessions de In Through the Out Door, mais qui n'a pas été retenue car elle ne cadrait pas avec le style de l'album.
- Darlene est aussi une chanson pour In Through the Out Door qui n'a pas été retenue pour les mêmes raisons. La particularité de cette pièce, c'est que ce serait John Bonham qui l'aurait composée, mais sa publication constitue avant tout un hommage au batteur défunt.
- Bonzo's Montreux est un solo de John Bonham enregistré aux Mountain Studios de Montreux en septembre 1976 ; les effets électroniques ont été ajoutés par Jimmy Page.
- Wearing And Tearing est aussi une chanson qui aurait dû se trouver sur In Through the Out Door.

### Autres chansons
L’édition 1993 du disque compact contient quatre chansons supplémentaires tirées des coffrets Led Zeppelin Boxed Set (1990) et Led Zeppelin Boxed Set 2 (1993) : Travelling Riverside Blues, White Summer / Black Mountain Side, Hey, Hey (face B du single Immigrant Song), What Can I Do ainsi que l'inédit Baby Come On Home.

### Réédition de 2015
Des versions remasterisées de Coda, de Présence et de In Through the Out Door ont été rééditées le 31 juillet 2015. La réédition est disponible en six formats : une édition standard sur CD, une édition deluxe sur trois CD, une version LP standard, une version super deluxe à trois CD plus une version à trois LP avec un livre relié, ainsi que des téléchargements numériques haute résolution 96k / 24 bits. Les éditions deluxe et super deluxe proposent des bonus comprenant des prises alternatives et des chansons inédites : If It Keeps On Raining, Sugar Mama, Four Hands, St Tristan's Sword et Desire. La réédition a été publiée avec une version couleur modifiée de l'illustration de l'album original en guise de pochette du disque bonus.

## Pochette
La pochette de l'album est la cinquième conçue par Hipgnosis pour Led Zeppelin ; il s'agit aussi de la dernière élaborée par ce collectif de graphistes avant sa dissolution en 1983. Les quatre lettres principales CODA sont issues d'un dessin de caractères alphabétiques appelé Neon, conçu par Bernard Allum en 1978.

## Titres

### Édition standard 1982 LP

#### Face 1
1. We're Gonna Groove (Ben E. King, James Bethea) - 2:37
2. Poor Tom (Jimmy Page, Robert Plant) - 3:02
3. I Can't Quit You Baby (Willie Dixon) - 4:18
4. Walter's Walk (Page, Plant) - 4:31

#### Face 2
1. Ozone Baby (Page, Plant) - 3:36
2. Darlene (Page, John Bonham, John Paul Jones, Plant) - 5:06
3. Bonzo's Montreux (Bonham) - 4:22
4. Wearing And Tearing (Page, Plant) - 5:27

### Titres bonus: 1993 - 2008 - CD 2
1. Baby Come On Home (Bert Berns, Page, Plant) - 4:30
2. Traveling Riverside Blues (Robert Johnson, Page, Plant) - 5:08
3. White Summer/Black Montain Side (Page) - 8:01
4. Hey Hey What Can I Do (Bonham, Jones, Page, Plant) - 3:52

### Deluxe édition: 2015 - CD 2 & 3

#### CD 2
1. We're gonna groove (Bethea, King) - 2:40 (alternate Mix)
2. If It Keeps On Raining (Bonham, Jones, Memphis Minnie, Page, Plant) -  4:11 (When the Levee Breaks Rough Mix)
3. Bonzo's Montreux (Bonham) - 4:57 (Mix construction in Progress)
4. Baby Come On Home (Berns, Page, Plant) - 4:30
5. Sugar Mama (Page, Plant) - 2:50
6. Poor Tom (Page, Plant) - 2:16 (Instrumental Mix)
7. Traveling Riverside Blues (Johnson, Page, Plant) - 5:08
8. Hey Hey What Can I Do (Bonham, Jones, Page, Plant) - 3:52

#### CD 3
1. Four Hands (Page, Plant) - 4:43 (Four Sticks Bombay Orchestra)
2. Friends (Page/Plant) - 4:25 (Bombay Orchestra Rough Mix)
3. St. Tristan's Sword (Page) - 5:40 (Rough Mix)
4. Desire (Page, Plant) - 4:08 (The Wanton Song Rough Mix)
5. Bring it on home (Willie Dixon) - 2:32 (Rough Mix)
6. Walter's Walk (Page, Plant) - 3:18 (Rough Mix)
7. Everybody Makes It Through (Jones, Page,Plant) - 8:31 (Rough Mix)

## Musiciens
- Jimmy Page: guitare électrique et acoustique, traitements électroniques, production
- Robert Plant: chant, harmonica
- John Paul Jones: basse, piano, claviers
- John Bonham : batterie, percussions

## Production
- Barry Diament – mastering
- Stuart Epps, Andy Johns, Eddie Kramer, Vic Maile, Leif Mases, and John Timperley – ingénieurs
- Peter Grant – producteur exécutif
- George Marino – remastering

## Charts & certifications
| Pays             | Durée du classement | Classements 1982-83 | Classements 2015 |
| ---------------- | ------------------- | ------------------- | ---------------- |
| Allemagne        | 9 semaines          | 43e                 | 5e               |
| Australie        | 1 semaine           | —                   | 23e              |
| Autriche         | 1 semaine           | —                   | 17e              |
| Belgique (W)     | 9 semaines          | —                   | 7e               |
| Belgique (V)     | 6 semaines          | —                   | 19e              |
| Canada           | 25 semaines         | 3e                  | —                |
| Espagne          | 3 semaines          | —                   | 17e              |
| États-Unis       | 18 semaines         | 6e                  | —                |
| Finlande         | 2 semaines          | —                   | 9e               |
| France           | 24 semaines         | 17e                 | 34e              |
| Italie           | 5 semaines          | —                   | 28e              |
| Norvège          | 2 semaines          | 18e                 | —                |
| Nouvelle-Zélande | 12 semaines         | 7e                  | 12e              |
| Pays-Bas         | 5 semaines          | 9e                  | —                |
| Portugal         | 1 semaines          | —                   | 21e              |
| Suède            | 1 semaines          | —                   | 7e               |
| Royaume-Uni      | 18 semaines         | 4e                  | 9e               |
| Suisse           | 4 semaines          | —                   | 12e              |

| Pays        | Certification | Ventes      | Date       |
| ----------- | ------------- | ----------- | ---------- |
| États-Unis  | Platine       | 1 000 000 + | 07/02/1983 |
| Royaume-Uni | Argent        | 60 000 +    | 19/12/1983 |

Charts singles
| Année | Single       | Chart                  | Position |
| ----- | ------------ | ---------------------- | -------- |
| 1982  | "Darlene"    | Mainstream Rock Tracks | 4e       |
| 1982  | "Ozone Baby" | Mainstream Rock Tracks | 14e      |
| 1982  | "Poor Tom"   | Mainstream Rock Tracks | 18e      |